# Profissões e personagens do século XIX (selos)
Profissões e personagens do século XIX  é uma emissão base de selos em Portugal. A primeira emissão foi em 1995, a segunda em 1996, etc., até à quinta em 1999, completando o ciclo de 5 anos que os CTT dedicam a cada emissão base.
A quinta emissão foi a última a ter o valor facial apenas em escudos. A partir da emissão seguinte os selos passaram a apresentar os valores em escudos e em euros, e a partir de 2002 somente em euros.

## Tema e motivos
Os selos profissões e personagens do século XIX. Todos os selos têm desenho de José Luís Tinoco.

## Emissões
Todos os selos foram emitidos em folhas 10×10 na Casa da Moeda.
Cada emissão consistiu em 5 selos, com a seguinte distribuição:

### Primeira emissão
Selos de 1$00, 20$00, 45$00 (o valor de uma carta em correio normal), 50$00 e 75$00, emitidos a 20 de Abril de 1995.

### Segunda emissão
Selos de 3$00, 47$00 (carta em correio normal), 78$00, 100$00 e 250$00, emitidos a 20 de Março de 1996.

### Terceira emissão
Selos de 2$00, 5$00, 30$00, 49$00 (carta em correio normal) e 80$00, emitidos a 12 de Março de 1997.

### Quarta emissão
Selos de 10$00, 40$00, 50$00 (carta de correio normal), 85$00 e 250$00 (novo motivo), emitidos a 20 de Março de 1998.

### Quinta emissão
Selos de 51$00 (carta de correio normal), 86$00, 95$00, 100$00 e 210$00, emitidos a 26 de Fevereiro de 1999.
Além dos selos de goma tradicional, foram também emitidos dois selos auto-adesivos com taxas de 51$00 e 95$00.